# Colgar surrectum
Colgar surrectum är en insektsart som först beskrevs av Melichar 1902.  Colgar surrectum ingår i släktet Colgar och familjen Flatidae. Inga underarter finns listade i Catalogue of Life.